# Damai, Gansu
Damai är en socken i nordvästra Kina. Den ligger i Xiahe härad i den autonoma prefekturen Gannan för tibetaner i provinsen Gansu, omkring 140 kilometer sydväst om provinshuvudstaden Lanzhou. Antalet invånare är 3 633. Befolkningen består av 1 843 kvinnor och 1 790 män. Barn under 15 år utgör 19,0 %, vuxna 15-64 år 72 %, och äldre över 65 år 8,0 %.